# Lavaux

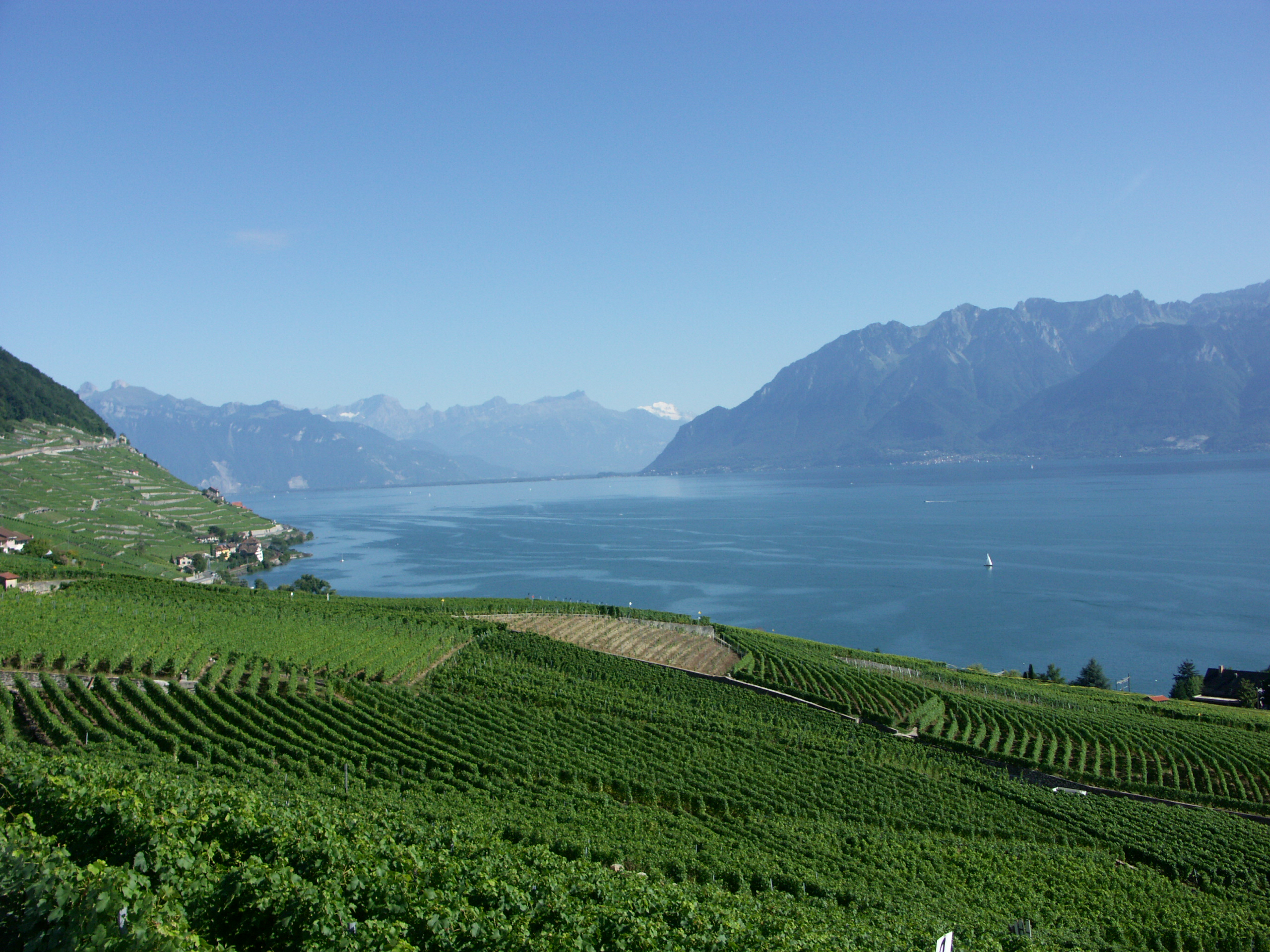
Genèvesjön och Schweiziska Alperna sett från Lavaux

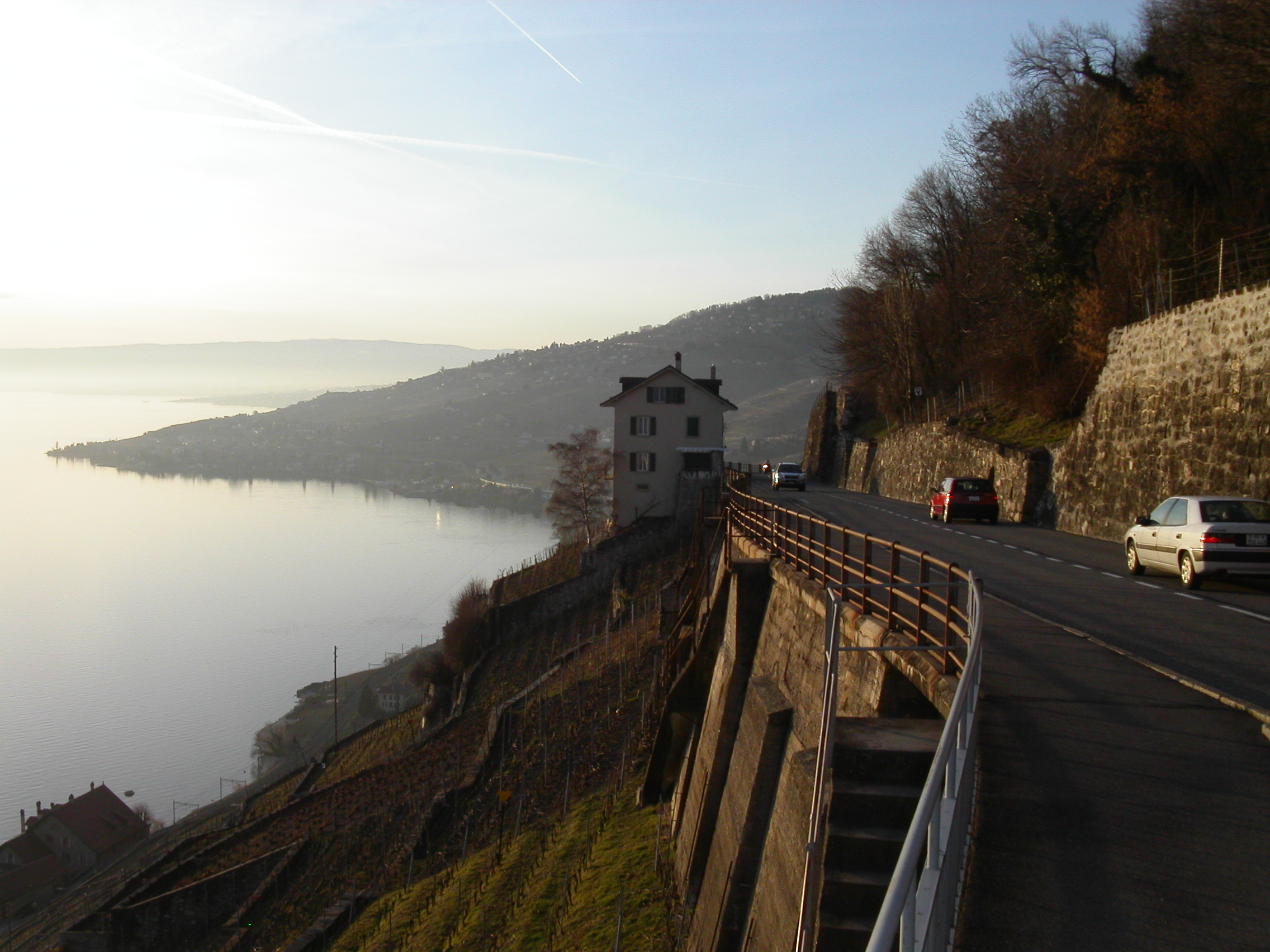
Genèvesjön från Lavaux i riktning mot Lausanne

Lavaux är en region i kantonen Vaud i Schweiz, i distriktet Lavaux-Oron. I distriktet finns 830 hektar vingårdsterrasser. Dessa uppfördes i huvudsak av munkar för omkring 800 år sedan. Området har ett tempererat klimat, men har på grund av att terrasserna vetter söderut, genom solens reflektion i sjöarna och stenmurarna, medelhavskaraktär. De huvudsakliga vindruvorna som växer här är Chasselas. 
Under kantonisk lag är vingårdarna i Lavaux skyddade från utveckling. Sedan juli 2007 är vingårdarna i Lavaux ett världsarv.